# Cervello

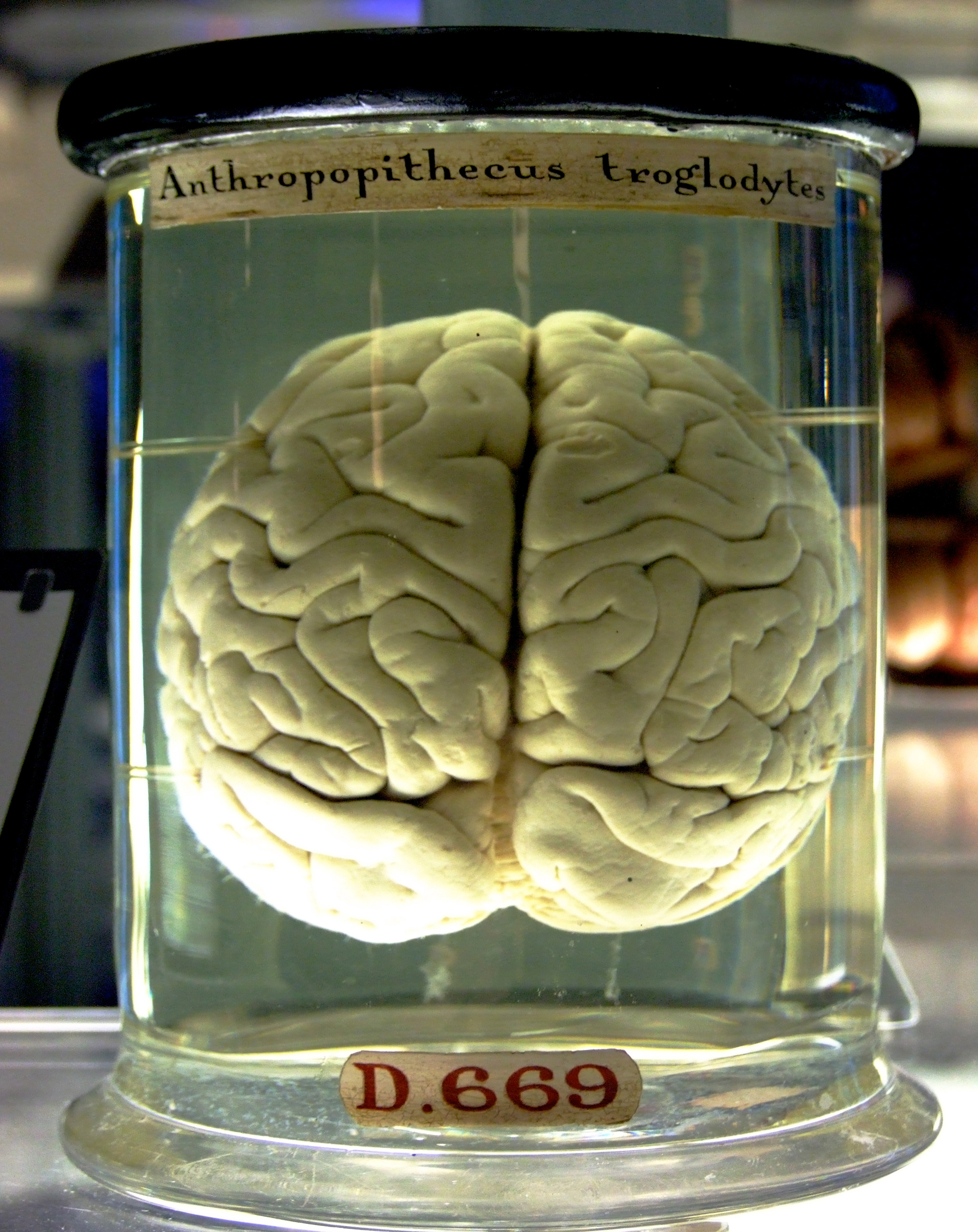
Cervello di uno scimpanzé

Il cervello è l'organo principale del sistema nervoso centrale, presente in tutti i vertebrati e nella maggior parte degli invertebrati, che si trova nella testa, di solito vicino agli organi sensoriali per i sensi come la vista. È l'organo più complesso nel corpo di un vertebrato.
Nei vertebrati il cervello è situato all'apice del nevrasse, all'interno del cranio. Il termine corretto per indicare l'insieme delle strutture contenute all'interno della scatola cranica è encefalo, di cui il cervello è una parte. Infatti, il cervello può essere definito come quella porzione di encefalo separata dalle restanti parti mediante un piano orizzontale passante per la superficie superiore del cervelletto.
È, quindi, la porzione derivata dallo sviluppo delle vescicole diencefalica (per il diencefalo) e telencefalica (per il telencefalo). Il cervello si occupa, insieme al sistema endocrino, di parte della regolazione delle funzioni vitali ed è sede delle regolazioni omeostatiche e delle funzioni cerebrali superiori. Nelle specie superiori l'attività che avviene all'interno del cervello, studiata dalle neuroscienze, dà vita alla mente con le sue funzioni cognitive superiori e più in generale alla psiche con le sue funzioni psichiche, studiate nell'ambito della psichiatria e della psicologia.

## Storia

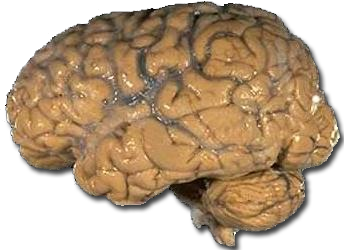
Un cervello umano

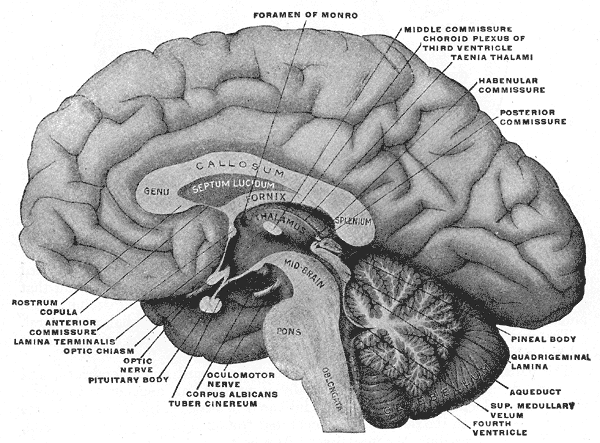
Schema della sezione verticale di un cervello umano: visibile la parte superiore o telencefalo, che include la corteccia cerebrale, e la parte sottostante detta diencefalo

Il cervello-encefalo non risulta di interesse anatomico per gli antichi egizi, nonostante una già consolidata chirurgia della testa. Ciò può sembrare paradossale, ma era di fatto considerata un'attività servile. Sappiamo di certo che l'asportazione dell'encefalo durante il trattamento di un cadavere, avveniva mediante uncini attraverso il naso, cosa che non dava alcun riscontro morfologico.
Il Papiro Chirurgico di Edwin Smith, risalente al XVII secolo a.C., contiene i primi riferimenti scritti relativi al cervello. La parola cervello appare otto volte in questo papiro che descrive i sintomi, la diagnosi e la prognosi di due pazienti, feriti alla testa, che presentavano una frattura composta del cranio.
Nel mondo greco, Ippocrate e altri filosofi come Platone identificavano nel cervello la sede del pensiero (encefalocentrismo). Aristotele riteneva ancora che fosse il cuore la sede dell'intelligenza, e vedeva il cervello come un meccanismo di raffreddamento del sangue, riscaldato dal corpo. Aristotele riteneva quindi che gli esseri umani fossero più razionali delle bestie in quanto possedevano un cervello più grande in grado di raffreddare meglio il loro sangue caldo.
Durante l'impero romano, l'anatomista Galeno, dissezionò numerosi cervelli di vari animali. Egli ci dice, nei suoi Procedimenti anatomici (cap. IX) che l'encefalo viene suddiviso dalle meningi in "cervello" (encephalon) o "cervello anteriore" e in "cervello posteriore" o enkranion o epikranion, cioè in cervello e cervelletto.
Attraverso l'osservazione delle differenze di struttura e sostanza fra cervello e cervelletto, concluse che il primo, essendo più tenero, dovesse essere il contenitore delle sensazioni, mentre il secondo, essendo più denso, dovesse controllare i muscoli. Nonostante i presupposti fossero sbagliati, le conclusioni di Galeno erano vicine alla realtà. Galeno, inoltre, scoprì che il cervello è cavo a causa della presenza di ventricoli che sono riempiti di un liquido (liquido cerebrospinale). Questa caratteristica del cervello, lo portò a ritenere valida la teoria, fino ad allora dominante, secondo la quale il cervello funzionava tramite il movimento e il bilanciamento di quattro fluidi (detti umori).
Riprendendo ipotesi più volte esposte, Cartesio teorizzò la divisione tra mente e corpo (vedi dualismo mente-cervello).
Thomas Willis nel 1664 edita il suo Cerebri anatome, che contiene la più dettagliata e completa descrizione del cervello comparsa fino allora. Tratta del circolo arterioso che da lui prenderà il nome. Contribuisce anche alla terminologia medica, coniando la parola neurologia per indicare la disciplina e il termine corpo striato per i gangli della base.
Franz Joseph Gall (1758-1828) e Johann Spurzheim (1776-1832) per primi dimostrano che la sostanza bianca è costituita da fibre nervose e postulano l'esistenza di differenti centri per le diverse funzioni del cervello. Sfortunatamente questa ipotesi viene inizialmente screditata da teorie puramente speculative, anche da parte degli stessi Gall e Spurzheim (come il "centro dell'amicizia", quello "dell'ambizione" e via dicendo). Da questi primi studi quindi si sviluppò la frenologia.
Per determinare la funzione di una specifica parte del cervello inizialmente si è fatto ricorso metodo di ablazione sperimentale (su dei piccioni): lesionandone una regione del cervello se ne osservavano le conseguenze. Uno dei primi ad usare questo metodo fu il fisiologo francese Marie Jean-Pierre Flourens che nel 1823 dimostrò che il cervelletto era davvero implicato nella coordinazione del movimento, come già intuito da Galeno.
Fu Pierre Paul Broca che descrisse il centro motorio del linguaggio (1861), mentre Karl Wernicke descrive un'area similare le cui lesioni comportano afasia sensoriale (1874). John Hughlings Jackson osserva pazienti epilettici ed elabora la teoria dell'esistenza all'interno del sistema nervoso centrale di gerarchie funzionali.
Nel 1929, lo psichiatra austriaco Hans Berger registrò il primo potenziale elettrico di un cervello in vivo. Questa tecnica, conosciuta come elettroencefalogramma o EEG, permette di misurare la corrente che scorre nella corteccia cerebrale durante l'eccitazione sinaptica dei dendriti e viene oggi utilizzata nella diagnosi di determinate condizioni neurologiche come le crisi epilettiche e per scopi di ricerca.
L'homunculus motorio e quello sensitivus sono di Penfield e Rasmussen, del 1957.
Nel 1994 Semir Zeki dà inizio allo studio delle basi neurali della creatività e dell'apprezzamento estetico dell'arte. Nel 2001 fonda l'Istituto di Neuroestetica, con base a Berkeley, in California.
Nel terzo decennio degli anni Duemila sono in arrivo nuovi macchinari che permettono di studiare il cervello a livello cellulare di sinapsi. In precedenza, con la risonanza magnetica nucleare era possibile studiarne solamente le macrostrutture.

## Evoluzione e anatomia comparata del cervello
Nei primi animali pluricellulari, i poriferi, non si riscontra alcuna struttura che coordini i diversi tessuti. Gli cnidari sono i primi a sviluppare un sistema nervoso, nel quale però non è identificabile alcuna struttura definibile come cervello, ma solo una rete nervosa formata da neuroni sensoriali (afferenti), interneuroni di connessione e neuroni motori (efferenti). Alcuni zoologi identificano questa struttura come un "cervello delocalizzato". Tale sistema comunque è già in grado di ricevere stimoli sensoriali complessi ed elaborare riflessi coordinati.

### La cefalizzazione e il cervello vero e proprio

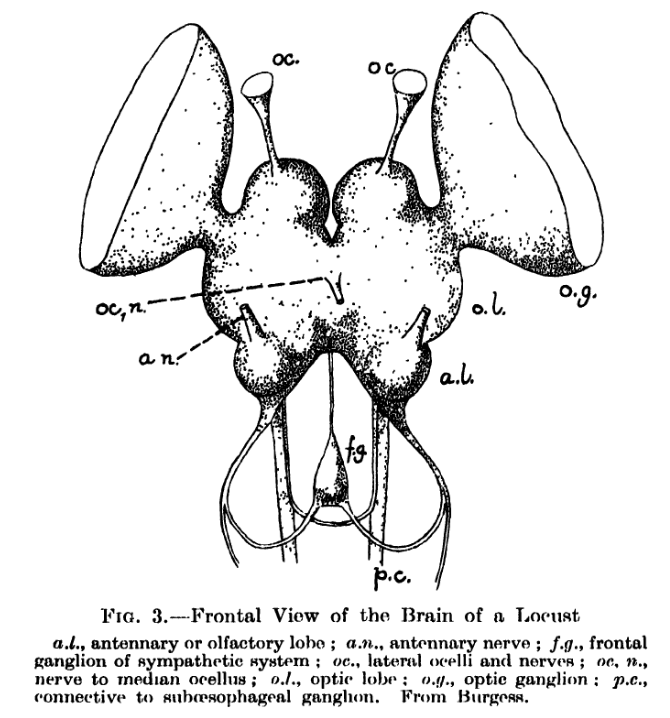
Cervello di una locusta

L'avvento della simmetria bilaterale ha conferito agli eumetazoi una direzionalità, con una parte anteriore ed una posteriore, al contrario degli animali a simmetria radiata, nei quali non si distingue alcuna direzione preferenziale. La presenza di una parte anteriore fa sì che sia questa ad incontrare per prima un nuovo ambiente, il che ha indotto l'avvio del processo di cefalizzazione, consistente inizialmente nella concentrazione degli organi sensoriali e dei centri nervosi necessari all'elaborazione degli stimoli in una zona anteriore denominata "capo".
Nei platelminti è possibile distinguere un rudimentale cervello, costituito da due insiemi di corpi cellulari concentrati nella zona cefalica. Negli anellidi sono presenti anche numerosi gangli.
Gli artropodi sono i primi esseri in cui si può osservare una specializzazione delle diverse aree del cervello, insieme alla quale si osserva la comparsa di comportamenti complessi, come per esempio l'organizzazione sociale. Il cervello degli artropodi è diviso in tre strutture differenti e possiede enormi lobi visivi dietro ogni occhio.
Nei molluschi si osserva un sistema nervoso di tipo gangliare. Dopo i vertebrati i molluschi sono gli animali con il cervello più complesso. Tra i molluschi i cefalopodi hanno il maggior sviluppo cerebrale, e in particolare il polpo ha un cervello molto grande ed organizzato la cui struttura si riflette in riflessi cognitivi e comportamentali estremamente complessi.
Negli echinodermi e nei tunicati non è individuabile una struttura precisa identificabile come cervello, che in queste specie, come negli eumetazoi più semplici, si considera delocalizzato.

### Il cervello dei vertebrati

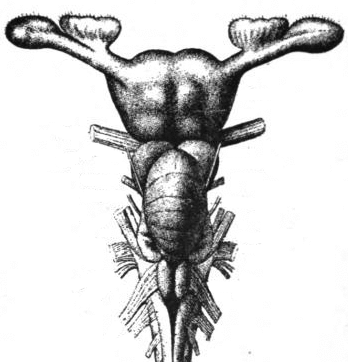
Cervello di uno squalo

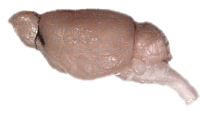
Cervello di un topo. Notare l'aspetto più liscio rispetto al cervello dei mammiferi superiori, legato ad una minor estensione della corteccia.

Nei vertebrati si osservano alcune differenze fondamentali. È infatti possibile individuare due strutture diverse, il telencefalo e il diencefalo, che formano il cervello vero e proprio, detto anche prosencefalo, mentre le altre strutture contenute all'interno della scatola cranica (mesencefalo ponte e bulbo) formano il tronco encefalico. Nei primi vertebrati acquatici (agnati e ittiopsidi), il telencefalo è solo una piccola protuberanza con funzioni sensoriali (olfattive) e il prosencefalo stesso è molto piccolo rispetto all'encefalo nel suo insieme, mentre il mesencefalo raggiunge dimensioni considerevoli. Questo fenomeno è correlato alla maggiore importanza che ha l'afferenza sensoriale della linea laterale, a sua volta correlata alla maggior mobilità di questi animali nell'ambiente tridimensionale.
Nei vertebrati terrestri è invece il prosencefalo che si ingrandisce fino a formare una struttura liscia che occupa la scatola cranica quasi per intero. L'encefalo viene separato dalla scatola cranica tramite membrane di tessuto connettivo chiamate meningi. Cellule specializzate dividono il cervello dal flusso sanguigno, formando la barriera emato-encefalica. L'ingrandimento e la maggior organizzazione cerebrale negli amnioti riflettono lo spostamento degli arti dalla posizione laterale a quella ventrale, con conseguente coordinazione dell'oscillazione e dello spostamento degli arti. Il controllo degli arti assume una notevole importanza a livello cerebrale negli arcosauri bipedi e negli uccelli, riflettendosi sulla struttura cerebrale.
La maggior parte delle funzioni cerebrali legate alla coordinazione del movimento nei vertebrati sono affidate ad una struttura posteriore al cervello chiamata cervelletto.
La struttura che più differenzia il cervello dei mammiferi da quello degli altri vertebrati è la corteccia cerebrale, uno strato laminare di tessuto cerebrale che costituisce la parte più esterna del telencefalo. Grazie a questa struttura vengono esplicate le funzioni cerebrali più complesse, quali la memoria e il linguaggio. La corteccia conferisce al cervello di alcuni mammiferi il classico aspetto rugoso, con profondi solchi e circonvoluzioni. Si osservano inoltre profonde modificazioni anatomiche, specialmente al livello del telencefalo e dei lobi frontali.

#### Il cervello umano

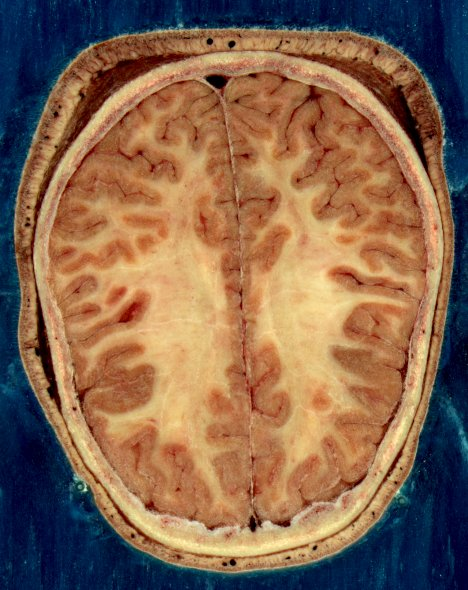
Sezione assiale (orizzontale) di una testa umana. Visibili cranio, meningi, corteccia cerebrale e materia bianca

Il cervello umano è posto all'apice, sia dal punto di vista della struttura che della funzione, del sistema nervoso centrale. In termini rigorosamente anatomici, il cervello è il risultato dello sviluppo embriologico del prosencefalo, termine che viene utilizzato come suo sinonimo, venendo a comprendere due parti note come diencefalo e telencefalo; è l'organo più importante del sistema nervoso centrale, con un peso piuttosto variabile che non supera i 1500 grammi, e ha un volume compreso tra i 1100 e i 1300 cm³.

Raffigurazione schematica del cervello umano, con evidenziati i quattro lobi cerebrali. Visibili anche altre strutture dell'encefalo

Il cervello può essere suddiviso in due parti, telencefalo e diencefalo. Il telencefalo, che include la corteccia cerebrale, è estremamente sviluppato, e può essere suddiviso in quattro aree o lobi (Lobo frontale, Lobo parietale, Lobo occipitale, Lobo temporale) cui sono da aggiungere la circonvoluzione limbica e l'insula di Reil. Negli esseri umani la corteccia cerebrale cresce enormemente di dimensione, diventando la struttura predominante del cervello. Inoltre, rispetto ad altri mammiferi, la corteccia cerebrale negli umani assume un ruolo più importante a livello funzionale, essendo sede delle "funzioni cerebrali superiori", quali il pensiero e la coscienza.
Il diencefalo è più piccolo ed è avvolto superiormente e lateralmente dal telencefalo. Contiene il talamo, l'epitalamo, il metatalamo, l'ipotalamo e il subtalamo.